# Мигел Биса Фернандес–Паласиос
Мигел Биса Фернандес-Паласиос (на испански: Miguel Buiza Fernández-Palacios) е испански адмирал, известен най-вече с това, че е командир на испанския републикански флот по време на Гражданската война в Испания. Умира в изгнание в Марсилия през 1963 г.
Често е наричан адмирал, поради високопоставената си роля, но има източници, които твърдят, че никога не се е издигал над ранга на капитан.

## Биография
Биса е роден в богато семейство на собственици на фабрики в Севиля. През 1915 г. Биса постъпва във Военноморската академия в Сан Фернандо. До 1932 г. той достига чин лейтенант командир на испанския републикански флот. Четири години по-късно, когато започва Гражданската война в Испания командва военния влекач Cíclope (RA-1) и отказва да се присъедини към профашисткия преврат от юли 1936 г., оставайки верен на републиката. Брат му Франсиско, командир на Испанската републиканска армия се присъединява към бунтовническата фракция след преврата и е убит на фронта близо до Мадрид в началото на Гражданската война.

### Гражданска война
В началото на август 1936 г. Биса участва в блокадата на Гибралтарския пролив като командир на лекия крайцер „Либертад“. По-късно през същия месец участва в битката при Майорка в подкрепа на неуспешната републиканска десантна операция в Порто Кристо.
На 2 септември е назначен за генерален капитан на републиканския флот от Индалесио Прието, министър на флота и въздухоплаването (Ministro de Marina y Aire), като същевременно запазва командването на „Либертад“. Биса е на 38 години по това време. В тежката реорганизация на испанските републикански въоръжени сили след преврата от 1936 г. Прието премахва „корабните комитети“ на флота и се опитва да създаде структура, която да наложи отново дисциплината след като по-голямата част от висшите командири преминават към бунтовниците.
След разочароващото поражение на испанския републикански флот на 27 септември 1938 г. в битката при нос Шершел, когато поредица от тактически грешки от страна на републиканското командване води до загубата на два товарни кораба, Биса е освободен от задълженията си като командир на флота и заменен от капитан Луис Гонсалес де Убиета, който е повишен в адмирал. Президентът Мануел Асаня признава в мемоарите си разочарованието си от нерешителността на командващия испанския републикански флот, въпреки че разполага с по-голям брой кораби. След като е понижен, Биса е местен от една длъжност на друга, като инспектор на военноморски бази, началник на щаба на флота и след това също второстепенни длъжности като директор на военноморския персонал, докато не е възстановен на генерален капитан на републиканската Армада през февруари 1939 г.
Малко след това на 5 март 1939 г., полковникът от испанската републиканска армия Сехисмундо Касадо предприема антикомунистически преврат и провъзгласява Съвет за национална отбрана (Consejo Nacional de Defensa) за да търси примирие с бунтовниците и да сложи край на братоубийствената война, мярка, която Биса подкрепя. В същия ден националистическата авиация бомбардира пристанището на Картахена, главната база на републиканския флот, потапяйки разрушителя „Sanchez Barcaiztegui“. След бомбардировките и размириците в града, където се води бунт между противници и поддръжници на продължаването на гражданската война, Биса решава да евакуира морските части на републиканската флота. Веднага щом пада нощта, най-малко три крайцера, осем разрушителя и две подводници напускат пристанището на Картахена.
Флотът поема курс на изток, воден от Биса на борда на крайцера „Мигел де Сервантес“ и достига водите на Френски Алжир. Край Оран Биса иска разрешение да хвърли котва, но военноморските власти на Френски Алжир не му позволяват да отведе испанските републикански кораби в основната им база. Те го насочват към Бизерта във френския протекторат Тунис, където флотата пристига на 7 март. Малко след хвърлянето на котва, флотът е конфискуван от френските власти. С изключение на няколко членове на екипажа, които са поставени под охрана на корабите, испанските републикански моряци и техните офицери са интернирани в концентрационен лагер в изоставена фосфатна мина. Биса отказва каквото и да е специално отношение и иска да бъде интерниран заедно с другите моряци.

### Изгнание
През май 1939 г. след като испанската република вече е загубила гражданската война, Биса моли френското правителство за разрешение да се присъедини към Френския чуждестранен легион (Légion étrangère), където е приет като чуждестранен офицер с чин капитан. В навечерието на Втората световна война Биса е повишен в командир, но в средата на 1940 г. подава оставка след Второто примирие в Компиен между Нацистка Германия и Третата френска република. Някои източници обаче твърдят, че той е бил принуден да напусне Френския чуждестранен легион от новите власти на Вишистка Франция, поради антифашисткото му минало.
Биса се установява в Оран, където работи като счетоводител в хотел. През 1947 г. той е вербуван от Зеев Хадари, един от представителите във Франция на Hamossad Le'aliyah Bet, клонът на Хагана в британския мандат на Палестина, който улеснява еврейската имиграция в Палестина в нарушение на британските ограничения.
Под името "Moshé Blum", Биса става командир на търговския кораб „Geula“, бившия USS „Paducah“. На 2 октомври 1947 г. корабът е заловен, докато се опитва да разбие британската блокада и да докара еврейски бежанци в Палестина. Биса е арестуван от британските власти и интерниран в концентрационен лагер близо до Хайфа.
След като връща свободата си, Биса се заминава за Оран. През 1962 г., след Евианските споразумения и независимостта на Алжир, той се присъединява към изселването на Пие ноар и отива във Франция като бежанец.
Умира в изгнание в Марсилия на 23 юни 1963 г., едва година след пристигането си от Алжир без да може да се завърне в Севиля, родният си град. Той е погребан на гробището в Йер в департамент Вар. По-малко от два месеца след смъртта на Биса неговата вдовица публикува кратък некролог в испанския вестник ABC.